# Німецьке східне товариство
Німецьке східне товариство (нім. Deutsche Morgenländische Gesellschaft; DMG) — найстаріше наукове об’єднання німецьких сходознавців. Засноване 2 жовтня 1845 року в Дармштадті. На відміну від Археологічного товариства Сходу (DOG), члени DMG займаються переважно мовами та культурами Сходу та частини Азії, Океанії та Африки.

## Історія
Засновником ДМГ вважається арабіст і орієнталіст з Лейпцизького університету Генріх Флейшер (1801–1888). З 1886 по 1902 рік секретарем DMG був впливовий індолог та засновник сучасних досліджень пракриту Ріхард Пішель, професор з Університет Мартіна Лютера.
У 1936 році на Міжнародному конгресі сходознавців у Римі був прийнятий актуальний досьогодні, в контексті арабських, перських і турецьких текстів, науковий метод транскрипції з арабського на латинське письмо (латинізація DMG). Крім того, на його основі існує стандарт транслітерації DIN 31635. У випадку османської турецької мови у сходознавстві утвердилася транслітерація İslâm Ansiklopedisi 1940 року, яка подібна до транслітерації DMG.
На перших загальних зборах після війни в червні 1948 року DMG лише назвав свою наукову роботу «перерваною», але Мартін Шеель  і Гартманн підтримували наукові дослідження . Місце зустрічей було перенесено в Майнц.
З 28 вересня 2006 року штаб-квартиру DMG перенесли в Галле (Заале), раніше в Лейпциг.  
DMG проводить зустрічі своїх членів на День німецького сходознавця, наприклад, у 2010 році в Марбурзі або в 2017 році в Єні.

## Публікації
з 1847: Журнал Німецького східного товариства (ZDMG).  Harrassowitz, Wiesbaden, ISSN 0341-0137, оцифровані томи 1 (1847) до 163 (2013);  Цифрові копії деяких повних томів на archive.org.
з 1857: Трактати для замовника Сходу (АКМ). Гаррасовіц, Вісбаден, ISSN 0567-4980.
з 1964: Бейрутські тексти та дослідження (BTS). Ергон, Вюрцбург, ISSN 0067-4931.
Каталогізація східних рукописів у Німеччині (KOHD)
Каталог східних рукописів у Німеччині (VOHD). У доступі 75 томів, включаючи індійські та непальські, санскритські з Турфану, тибетські, китайські та маньчжурські, тюркські та багато інших каталогів.
Порівняльні таблиці магометанської та християнської ери, під ред. Фердинанд Вюстенфельд, 1854 р
Словник класичної арабської мови (WKAS).

## День німецького сходознавця
З 1921 року DMG кожні три-п'ять років організовує День німецького сходознавця (DOT), конгрес німецьких та іноземних сходознавців. До 2017 року відбулося 33 Дні сходознавців. 34-й День німецького сходознавця був запланований на 2021 рік у Берліні, але був перенесений на 2022 рік через пандемію COVID-19 у Німеччині .
В рамках DOT існує секція «Християнський Схід» з 1929 року.

## Науково-дослідні установи
Непальський дослідницький центр (Nepal Research Center NRC) в Катманду, Непал), що відкрився в 1960 році, до 1974 року відомий як Дослідницька компанія Nepal-Himalaya.
Інститут Сходу в Бейруті (Ліван), заснований у 1961 році, спонсор Фонду Макса Вебера в 2002 році, з філіями в Каїрі (з 2010 року) та в Стамбулі (з 1987 року).
Бібліотека DMG розташована на віллі Кене в Галлі. Фонди (близько 64 000 найменувань) можна дослідити через Університетська та Державна бібліотеку Саксонії-Ангальт.

## Див також
- Книга мертвих
- Папський східний інститут
- Німецьке товариство з вивчення Східної Європи
- Всеукраїнська наукова асоціація сходознавства